# Karlskrona
För andra betydelser, se Karlskrona (olika betydelser).

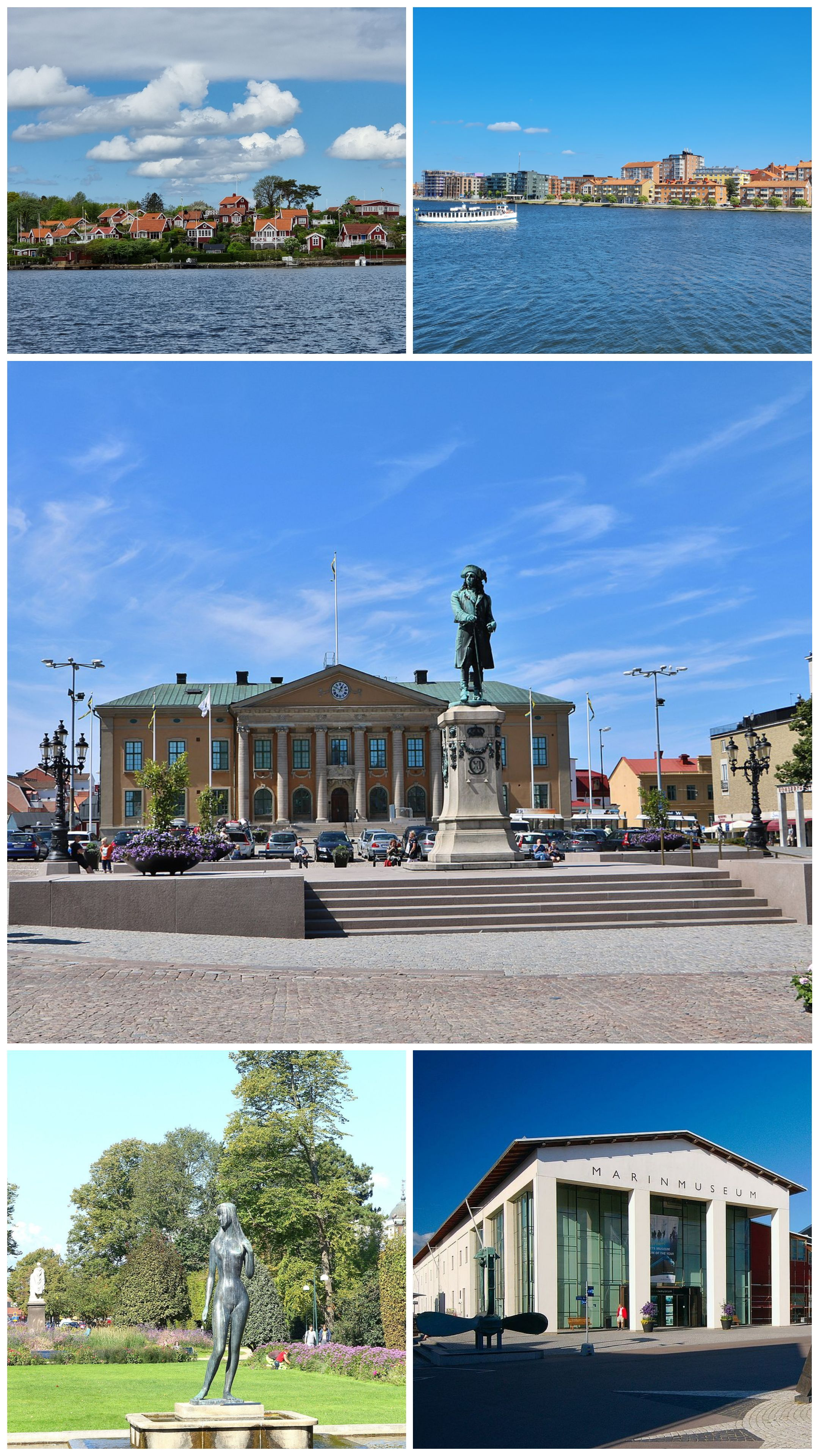
Ett kollage med bilder på Brändaholm, Borgmästarefjärden, Stortorget, Hoglands park samt Marinmuseum.

Karlskrona är en tätort i Blekinge och centralort i Karlskrona kommun samt residensstad för Blekinge län.
Karlskrona är en örlogsstad belägen på fastlandet och öarna längst österut i Blekinge skärgård. Stadens centrum ligger på ön Trossö, vars stadsplan och äldre bebyggelse upptogs på Unescos världsarvslista som en del av Örlogsstaden Karlskrona år 1998. Det är den största tätorten i både landskapet samt länet.

## Historia

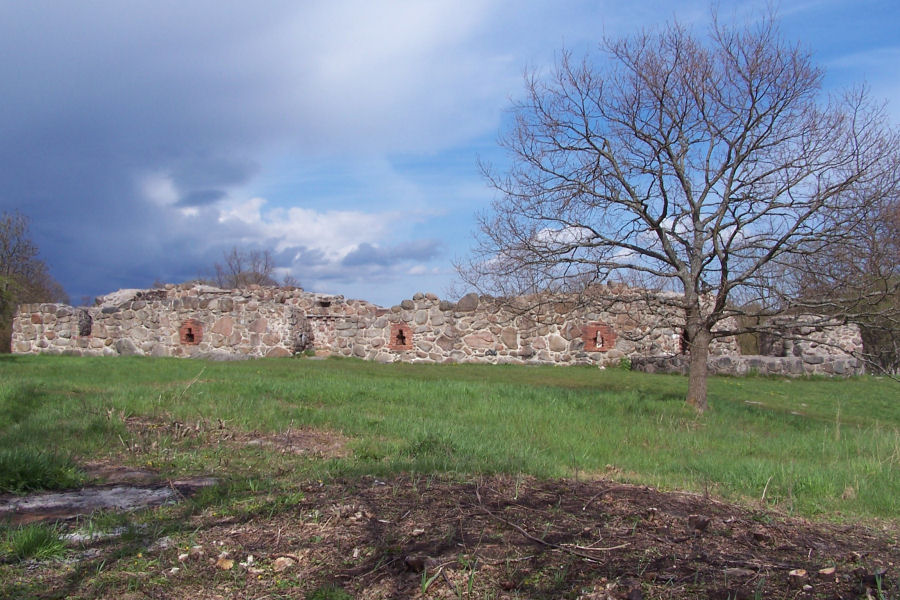
Lyckå slottsruin

Den ö som Karlskrona kom att byggas på, Trossö, användes under den danska tiden främst för jordbruk och som betesmark. På fastlandet ett par kilometer därifrån fanns en annan, äldre stad med namnet Lyckå (på platsen för det medeltida Lyckå ligger idag Lyckeby, som nu är en stadsdel i Karlskrona). Ett par mil därifrån anlades 1599 på order av Kristian IV av Danmark staden Kristianopel. Lyckå förlorade då sina stadsprivilegier och Lyckå slott raserades.

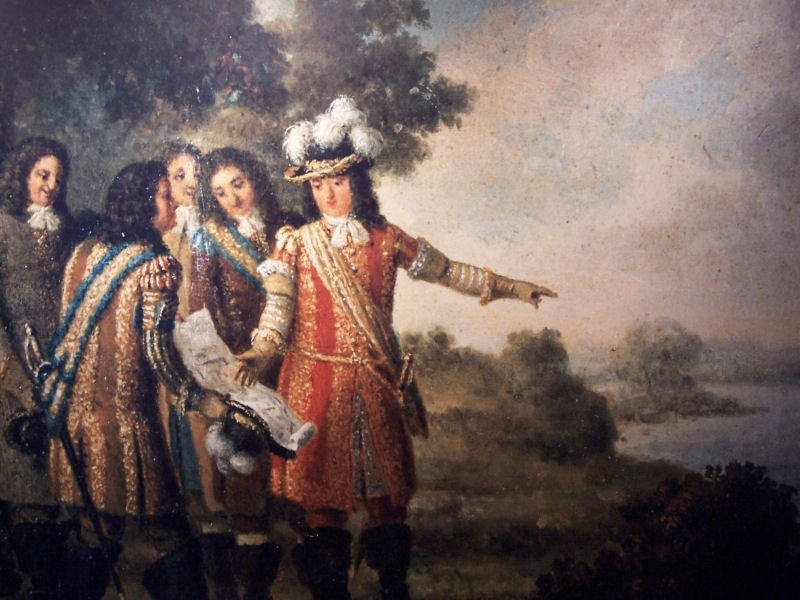
Platsen för Karlskrona pekas ut av Karl XI den 19 november 1679

Blekinge blev svenskt vid Freden i Roskilde 1658. Under de följande åren utvecklade den svenska regeringen planer på att förlägga större delen av rikets flotta från Stockholmsområdet till en sydligare plats i de nyerövrade provinserna. Att Sverige ville förlägga sin örlogsflotta just här, berodde på att man ville manifestera en maktposition nära Danmark och europeiska kontinenten. Valet föll på Trossö, vars läge var strategiskt med kontrollerade förbindelser mot fastlandet och på havssidans inramande arkipelag uppfördes 1681 militära befästningar för att skydda flottbasen. Dessutom är hamnen isfri större delen av året. Fram till 1679 ägdes ön liksom de närmaste holmarna av bonden Vittus Andersson, som nu tvingades sälja sina egendomar till svenska kronan och samma år påbörjades arbetet med att förlägga större delen av flottan. 

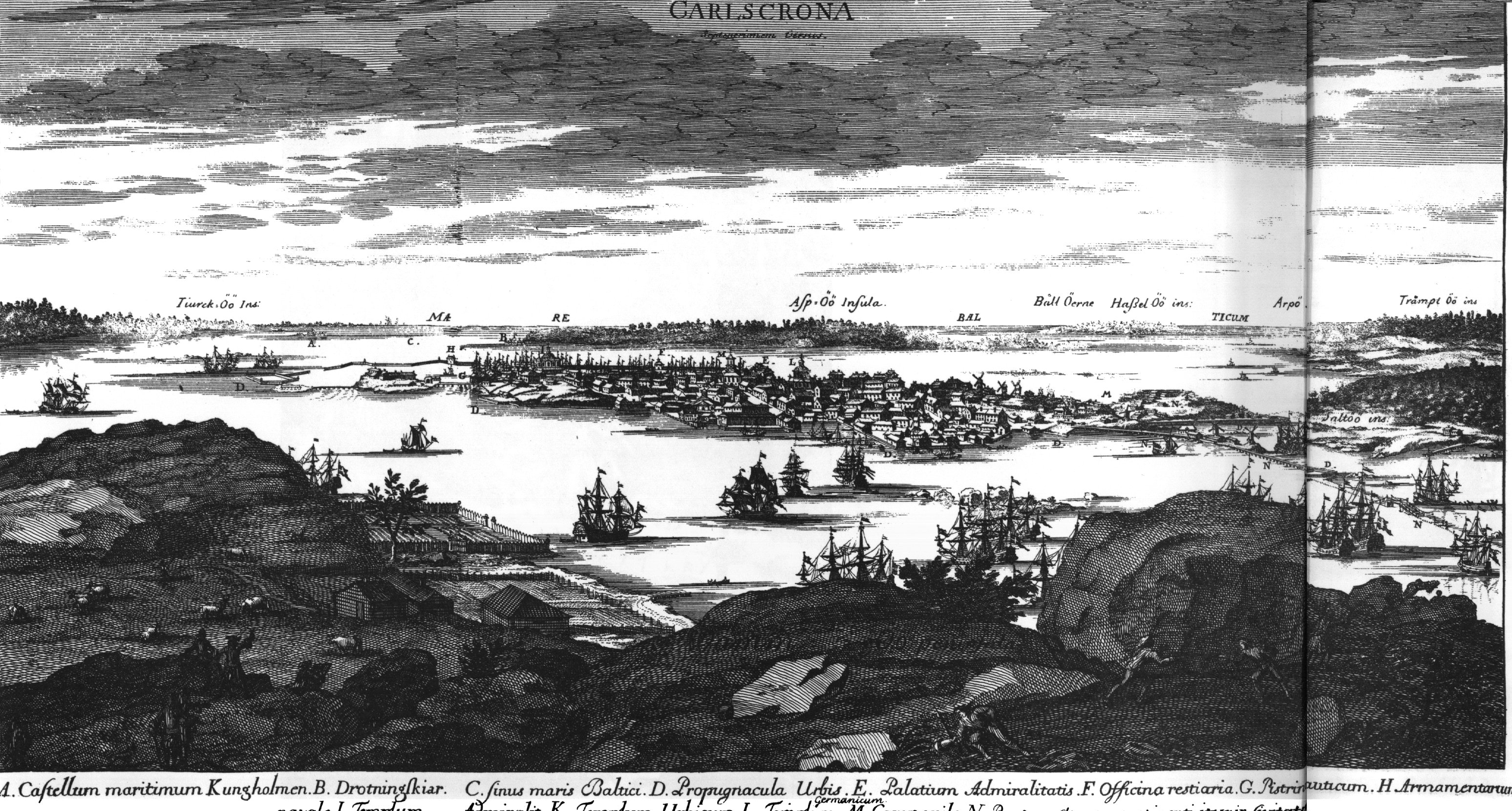
Karlskrona omkring år 1700. Ur Suecia antiqua et hodierna.

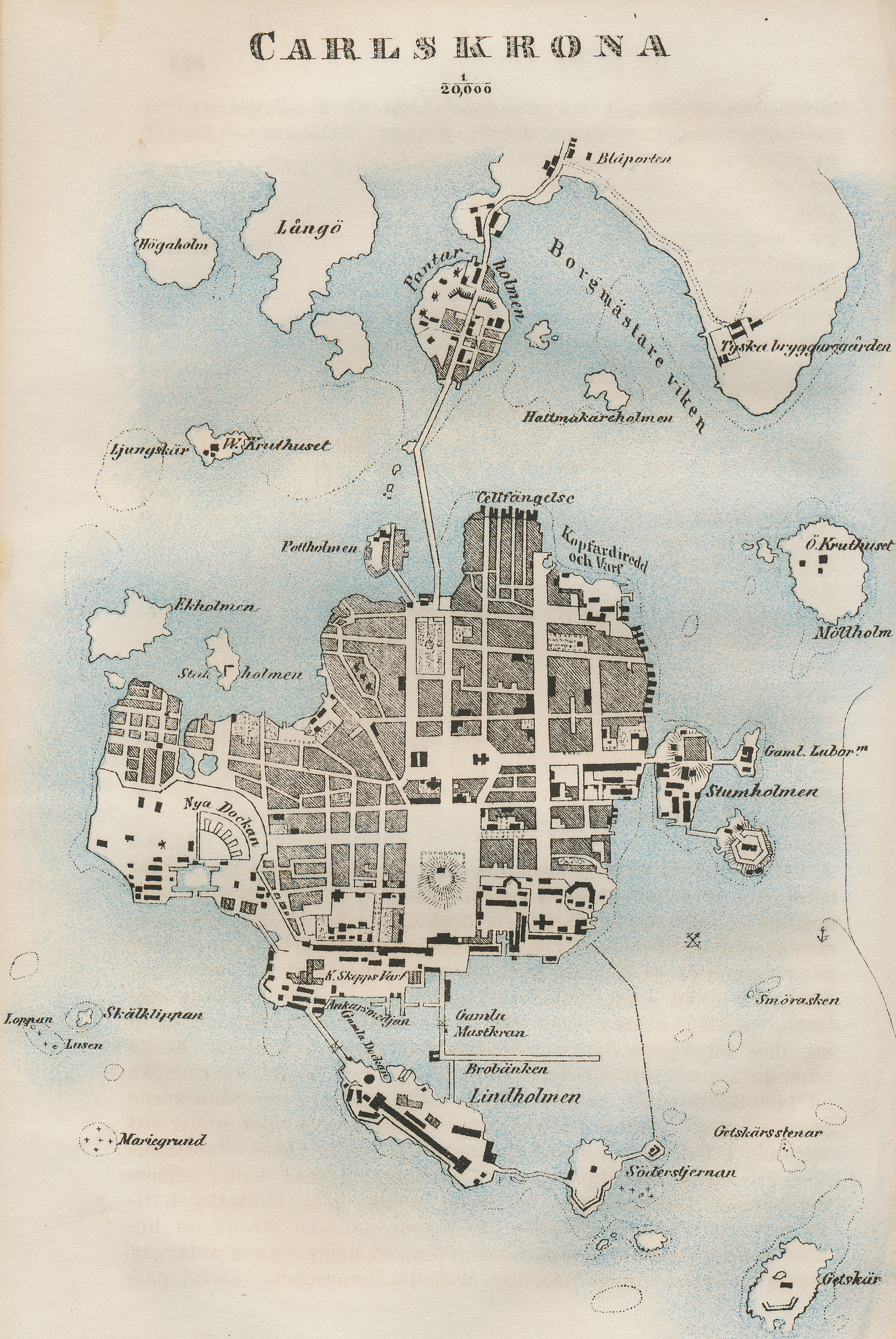
Karta över Karlskrona vid 1800-talets mitt

Den nya staden, Karlskrona stad, uppkallades efter sin grundare Karl XI samt Landskrona. Den 10 augusti 1680 erhöll Karlskrona sina stadsprivilegier, medan Ronneby som tidigare förlorat sina då Kristianopel byggdes, medförde att Karlskronas handel och tillväxt ökade då många av dess invånare tvingades flytta dit. Även folk från Kristianopel strömmade till efter att deras danska stad förstörts av svenskarna. Karlskrona gynnades också av flera års tullfrihet under dess uppbyggande. Skeppsbyggare till den nya flottbasen med skeppsvarv hämtades från Österbotten och Stockholm.
År 1682 byggdes broar som förenade stadskärnan med fastlandet. Vid Amiralitetskyrkans grundande 1685 omtalades Marinens musikkår via sina föregångare Amiralitetsmusikanterna för första gången. Detta gör orkestern till landets näst äldsta kulturinstitution. Endast Kungliga Hovkapellet är äldre.
Den första stadsplanen, uppgjord 1683 av Erik Dahlbergh, Hans Wachtmeister och Carl Magnus Stuart, visar Karlskrona som en ren fästning. 1694 års plan av Erik Dahlberg, som senare kom att följas gav även plats för stadsbebyggelse.
Karlskrona blev snart rikets tredje största stad, näst efter Riga i dagens Lettland och Stockholm.
Karlskrona utvecklades snabbt, men i början av 1700-talet inträdde stagnation på grund av krig och farsoter. 1701–11 dog omkring 7 000 personer då pesten drabbade staden. 1741 och 1789 drabbades staden åter av farsoter som vardera krävde 6 000 dödsoffer.
När Karlskrona som en militärt sluten hamnstad sakta vittrade bort i takt med den svenska stormakten, avtog tillväxten varmed staden förlorade mycket av sin forna glans, men den har dock bevarat sin position som en stark flottbas. I dess centrala delar där följer Stortorget dåtidens ideal för hur Europas stormaktsstäder skulle se ut. Med sin stora öppna piazzor där kyrka, rådhus och statsförvaltning ligger i torgets ytterkanter följer den barockens mönsterbild. Det stora militärområdet och varvet påvisar att Karlskrona som rikets södra port länge ansågs vara en mycket viktig stad att försvara. Än idag bedrivs verksamhet på Karlskronavarvet. [källa behövs]
Karlskrona var med sina 10 018 invånare Sveriges tredje största stad år 1766 och behöll denna plats fram till 1830-talet.  Karlskrona blev också den fjärde svenska stad som judar hade rätt att bosätta sig i mellan 1784 och 1838. 1790 brann större delen av staden ned, men den återuppbyggdes snart. Även 1887 och 1909 härjades Karlskrona av större eldsvådor. 1800-talet innebar en stagnation, fram till slutet av 1800-talet industrins utveckling och järnvägens ankomst (1874 järnvägen Karlskrona-Växjö, 1889 Blekinge kustbanor, 1899 Östra Blekinge järnväg) innebar en ny uppblomstring.
Under åren 1910–1949 fanns elektrisk spårvägstrafik från Amiralitetsgatan i söder till Bergåsa i norr.

### Administrativa tillhörigheter
Här beskrivs historiken för den centrala delen av tätorten, den tidigare stadskommunen, se även Augerum och Lyckeby för historiken för de delarna
Karlskrona stad bröts 1680 ut ur Augerums socken och blev vid kommunreformen 1862  en stadskommun. Staden inkorporerade 1934 en del av Augerums socken/landskommun, inklusive det samtidigt upplösta Långö municipalsamhälle. 1952 och 1967 införlivades kringliggande socknar/landskommuner och 1971 uppgick stadskommunen i Karlskrona kommun med Karlskrona som centralort. Tätorten har i norr och nordost växt ihop med Augerum i Augerums socken och 
Lyckeby i Lösens socken.
I kyrkligt hänseende har Karlskrona sedan 1680 hört till Karlskrona stadsförsamling. Efter sammanväxt kom Augerumsdelen att tillhöra Augerums församling och Lyckebydelen Lösens församling. Dessa två uppgick 2006 i Lyckå församling.
Karlskrona ingick till 1971 i domkretsen för Karlskrona rådhusrätt. Från 1971 till 2001 ingick orten i Karlskrona domsaga och orten ingår sedan 2001 i Blekinge domsaga.

### Befolkningsutveckling

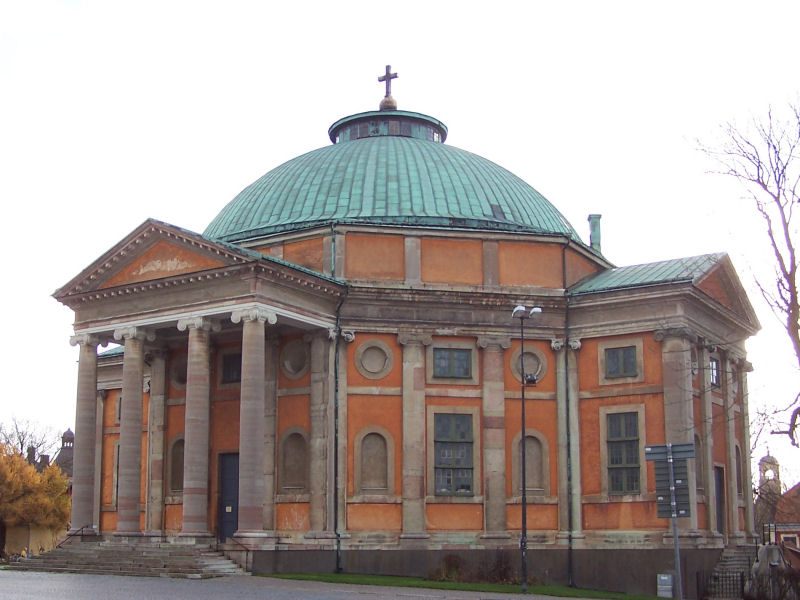
Trefaldighetskyrkan på Stortorget

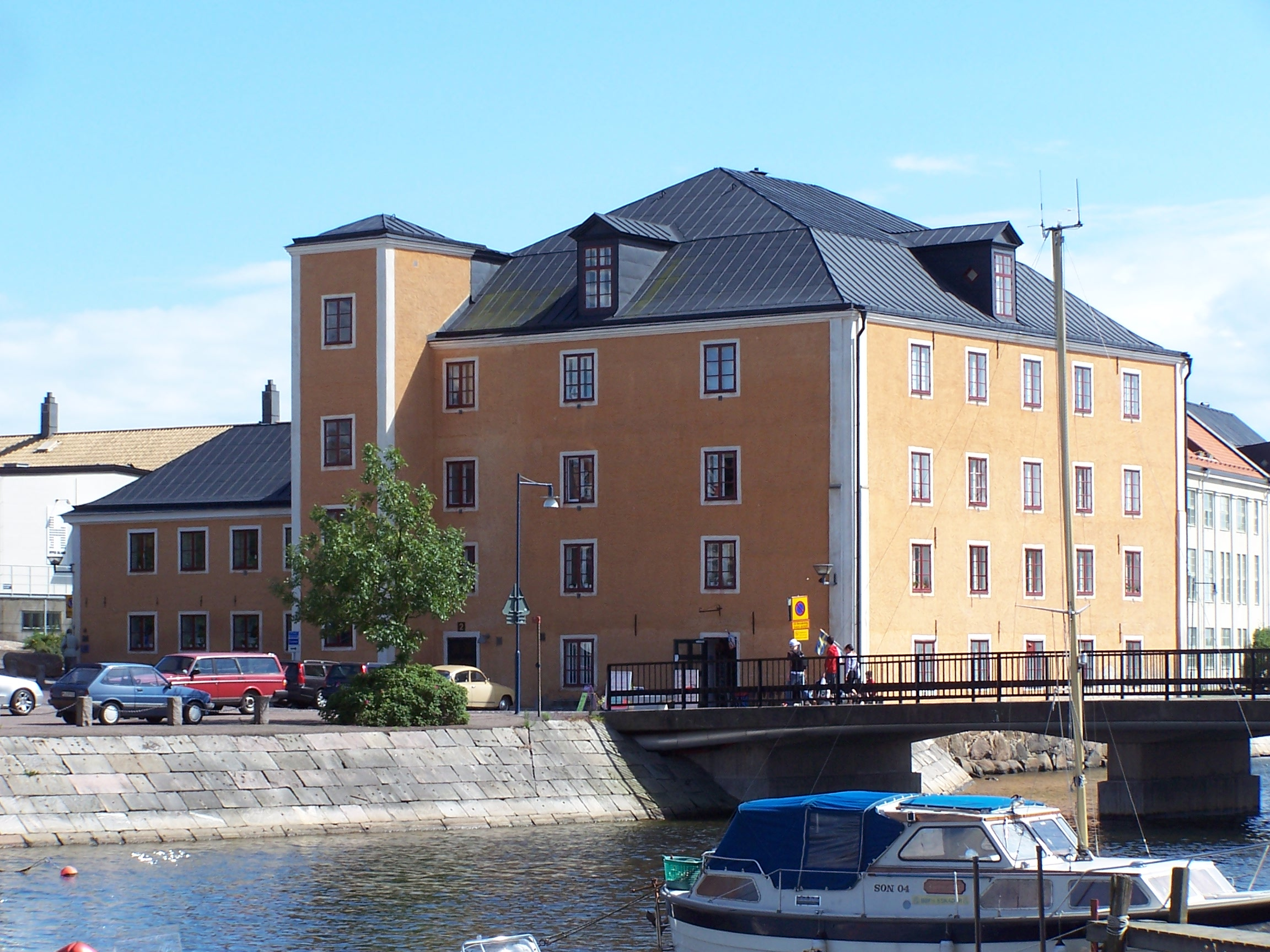
Kronobageriet på Stumholmen

År 1700 bodde 10 000 invånare i staden. På grund av krig och farsoter minskade befolkningen dock under följande år, 1710–1711 dog omkring 7 000 personer i Karlskrona av pesten. 1766 fanns 10 018 invånare, och Karlskrona var då Sveriges 3:e största stad. 1800 fanns här 10 166 invånare och staden var då ännu Sveriges 3:e största. 1850 var invånarantalet 14 097 och staden var då Sveriges 4:e största. 1870 fanns här 16 558 invånare, 1890 20 613 invånare, 1900 23 955 invånare, 1910 27 434 invånare, 1920 27 056 invånare, 1923 28 414 invånare, 1930 25 491 invånare, 1940 29 604 invånare, 1941 30 301 invånare, 1942 31 489 invånare.
| Befolkningsutvecklingen i Karlskrona 1960–2020   | Befolkningsutvecklingen i Karlskrona 1960–2020 | Befolkningsutvecklingen i Karlskrona 1960–2020 | Befolkningsutvecklingen i Karlskrona 1960–2020 | Befolkningsutvecklingen i Karlskrona 1960–2020 |
| ------------------------------------------------ | ---------------------------------------------- | ---------------------------------------------- | ---------------------------------------------- | ---------------------------------------------- |
|                                                  |                                                |                                                |                                                |                                                |
| År                                               |                                                |                                                | Folkmängd                                      | Areal (ha)                                     |
| 1960                                             | 1960                                           |                                                | 30 642                                         |                                                |
| 1965                                             | 1965                                           |                                                | 31 062                                         |                                                |
| 1970                                             | 1970                                           |                                                | 33 873                                         |                                                |
| 1975                                             | 1975                                           |                                                | 33 414                                         |                                                |
| 1980                                             | 1980                                           |                                                | 32 223                                         |                                                |
| 1990                                             | 1990                                           |                                                | 30 091                                         | 2 058                                          |
| 1995                                             | 1995                                           |                                                | 31 597                                         | 2 112                                          |
| 2000                                             | 2000                                           |                                                | 32 077                                         | 2 128                                          |
| 2005                                             | 2005                                           |                                                | 32 606                                         | 2 136                                          |
| 2010                                             | 2010                                           |                                                | 35 212                                         | 2 172                                          |
| 2015                                             | 2015                                           |                                                | 36 477                                         | 2 100                                          |
| 2020                                             | 2020                                           |                                                | 36 904                                         | 2 138                                          |
| Anm.: Sammanvuxen med Lyckeby och Torskors 1970. |                                                |                                                |                                                |                                                |

## Geografi
De centrala delarna av staden (Skärgårdsstaden) ligger på Trossö och några omkringliggande holmar såsom Saltö, Dragsö, Björkholmen, Ekholmen, Pantarholmen och Stumholmen med flera. Stumholmen tillhörde länge flottan, men är idag ett marint musealt centrum samt bostadsområde. Till tätorten hör vidare den norrut ganska stora ön Vämö och dess intilliggande öar (Mellanstaden). I detta området finns flera stora bostadsområden som Hästö, Gräsvik, Pantarholmen, Annebo, Galgamarken, Kungsmarken, Marieberg, Långö och Bergåsa. Mariedal är en stadsdel med villabebyggelse.
Den ursprungliga stadsplanen, det vill säga Trossö, upptar ca 185 hektar mark och är ganska kuperad. Mitt på Trossö finns Stortorget vars yta inkl rådhuset och Fredrikskyrkan är 28 000 m², utan de båda byggnader är torget 25 000 m². Stortorget är Sveriges största torg. I Svenska kyrkans Karlskrona stadsförsamling finns idag tre kyrkor: Fredrikskyrkan, Trefaldighetskyrkan (även kallad Tyska kyrkan) och Kungsmarkskyrkan. Strax intill Trefaldighetskyrkan ligger Vår Fru av Fatima katolska kyrka som invigdes 2020 i det som tidigare kallades Musikhuset från 1910. I Karlskrona finns också en av Sveriges större träkyrkor, Amiralitetskyrkan (Ulrica Pia), som tillhör Karlskrona Amiralitetsförsamling. I centrala Karlskrona finns även den historiskt intressanta metodistkyrkan Emanuelskyrkan från 1870.
Norrut på fastlandet ligger den i tätorten inkorporerade orten Lyckeby samt där intilliggande stadsdelar (Fastlandsstaden). Spandelstorp är en bostadsområde utanför staden, uppfört på det som förr i tiden var Spandelstorps gård.
Vid Bergåsa och bostadsområdet Annebo finns länssjukhuset, Blekingesjukhuset/Karlskrona, som är större än Blekingesjukhuset/Karlshamn.

## Stadsdelar
- Annebo
- Backabo
- Bastasjö
- Bergåsa
- Björkholmen
- Dragsö
- Ekholmen
- Galgamarken
- Gräsvik
- Gullberna
- Hässlegården
- Hästö
- Knösö
- Kungsmarken
- Lindesnäs
- Lyckeby
- Långö
- Marieberg
- Mariedal
- Pantarholmen
- Pottholmen
- Ringö
- Rosenholm
- Saltö
- Spandelstorp
- Stumholmen
- Torskors
- Trossö
- Vedeby
- Verkö
- Vämö
- Västra mark

## Kommunikationer
Karlskrona ligger vid E22 och stadens centrum nås via motorvägen Österleden.
Från Karlskrona går tre dagliga turer med Stena Line en färjelinje till Gdynia i Polen. Närmaste flygplats Ronneby (Kallinge) (IATA-kod RNB) ligger i Ronneby kommun väster om Karlskrona ungefär 
30 km från centrum. Karlskrona har en (änd)station vid Kust till kust-banan och Blekinge kustbana.
Skärgårdstrafiken trafikerar den östra skärgården med skärgårdsbåtar dagligen, samt på sommaren till Nättraby. Till Utklippan finns även transport av passagerare sommartid till öns vandrarhem. Aspö har en bilfärja med sista avgång 23.30 från staden.
Bergkvarabuss kör stadstrafik i Karlskrona. Blekingetrafiken är beställare av trafiken. Det finns 10 stadslinjer som trafikerar Karlskronas olika områden. Under tiden 1910–1949 fanns Karlskrona stads spårvägar.

## Näringsliv

### Industri
Karlskrona var sedan staden anlades helt dominerad av Karlskronavarvet som fram till varvskrisen på 1970-talet var stadens största arbetsgivare. I slutet av 1800-talet etablerades flera betydande industrier bl.a. för tillverkning av gatsten, öl, tobak, kläde, hattar, kakel, lampor, gjutgods, läder och porslin. Av dessa återstår nu endast Karlskrona Lampfabrik.
Bland industrierna i Karlskrona var år 2015 de dominerande arbetsgivarna:
- Karlskronavarvet från 1679
- Ericsson från 1946
- Dynapac från 1960
- ABB-High Voltage Cables från 1992 (2017 sålt av ABB till NKT)
- Roxtec[23]

### Tjänsteföretag
Europolitan, numera Telenor, etablerades i Karlskrona 1991 och tillsammans med Blekinge Tekniska Högskola har utvecklingen inom informationsteknologi- och telekomsektorn avancerat. Flera företag har etablerats i ett samarbete som kallats Telecomcity.
Två dagstidningar ges ut: Blekinge Läns Tidning sedan 1869 och Sydöstran sedan 1903. I Karlskrona finns också Nordens största motortidningsförlag, Förlags AB Albinsson & Sjöberg, vars första tidning var Bilsport, vilket förlaget under lång tid också kallades i folkmun.
Karlskrona har som mest haft sju konsulat men har idag (2020) endast tre (för Polen sedan 1996, för Estland sedan 1999 och för Lettland sedan 2007).

### Köpcentrum/gallerior
- Modehuset Kronan
- Wachtmeister Galleria
- Amiralen Shopping
- Slottsbacken
- Stadsträdgården

### Stormarknader
- ICA Cityhallen finns i Wachtmeister Galleria på Trossö.
- ICA Maxi finns på Amiralen i Lyckeby.
- Willys finns på Pantarholmen och på Slottsbacken i Lyckeby.
- Lidl finns på Pottholmen och ute vid Amiralen.
- City Gross finns strax utanför Sunna.

### Bankväsende
Blekinge läns sparbank grundades 1827 och kallades senare Sparbanken i Karlskrona. Från 1919 hade man även Allmänna sparbanken för Blekinge län som år 1940 uppgick i den äldre sparbanken. Sparbanken uppgick år 1969 i Sparbanken Kronan, som senare blev en del av Swedbank.
Smålands enskilda bank öppnade ett kontor i Karlskrona år 1847. År 1852 grundades Filial-Banken i Blekinge. Filialbankens namn ändrades 1862 till Filial-Banken i Carlskrona. Den 1 april 1871 öppnade Kristianstads enskilda bank ett kontor i Karlskrona. Filialbanken upphörde den 1 juli 1873 och övertogs av Blekinge bank som grundats för detta ändamål. Den 18 juli 1899 öppnade Sveriges riksbank avdelningskontor i Karlskrona. Kristianstads enskilda bank blev med tiden en del av Svenska Handelsbanken. Blekinge bank uppgick 1918 i Svenska lantmännens bank som senare blev en del av Jordbrukarbanken och PKbanken. Skandinaviska Enskilda Banken kom till Karlskrona först på 1970-talet. Smålandsbanken och PKbanken uppgick under 1990-talet i nuvarande Nordea.

## Utbildning

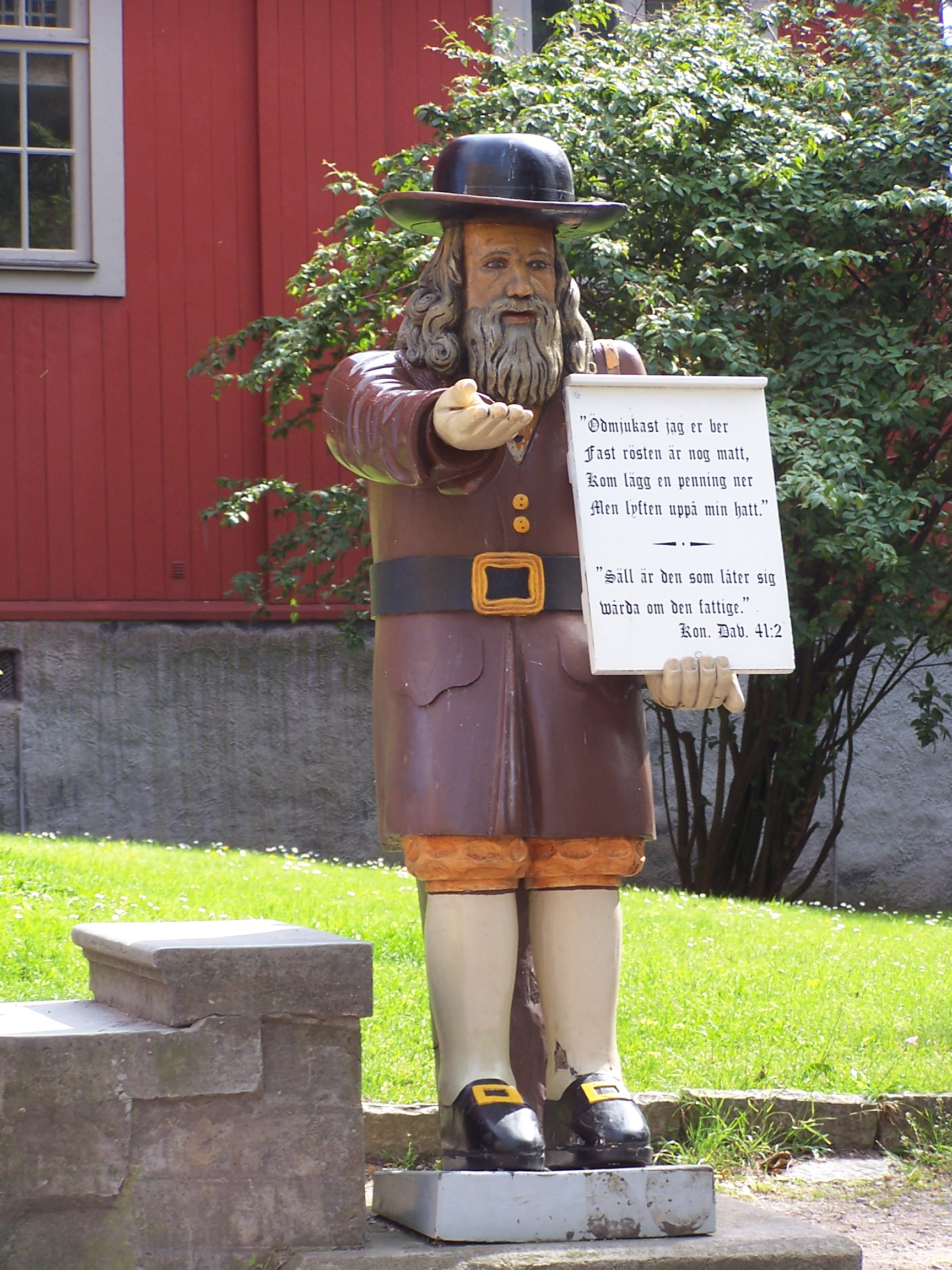
Gubben Rosenbom

- BTH (Blekinge Tekniska Högskola)
- Sjöstridsskolan
- Hyper Island
- Litorina folkhögskola
- Af Chapmangymnasiet
- Ehrensvärdska gymnasiet
- Törnströmska gymnasiet
- Fischerströmska gymnasiet
- Aspero Idrottsgymnasium

## Kultur

### Museer
Marinmuseum är ett populärt besöksmål i Karlskrona. Museet ingår i myndigheten Statens maritima museer tillsammans med Vasamuseet och Sjöhistoriska museet. Marinmuseum har cirka 200 000 besökare om året varav runt 30 procent är utländska turister. Dessa består i första hand av tyskar och danskar, men också många är polska besökare.
Blekinge museum samt även friluftsmuseet Wämöparken med äldre, typiska byggnader för landskapet.

### Musik
Marinens musikkår, som är en av det svenska försvarets tre professionella militärmusikkårer, är stationerad i Karlskrona.
År 2002–2004 arrangerades Rundgångsfestivalen i Wämöparken som en årlig festival av den ideella föreningen Rundgång med artister som Bad Cash Quartet, Adam Green, Slagsmålsklubben och Jens Lekman.

## Sport
Karlskrona SOK (f.d FK Vittus med klubbstuga i Bastasjö och OK Dacke i Rödeby) och OK Orion (Jämjö) är kommunens två orienteringsklubbar. Man har även framgångsrika fotbollslag i form av FK Karlskrona (herrar) (bildad efter sammanslagning av Karlskrona AIF och Lyckeby GoIF) samt Karlskrona FF (Damer, div.2). I Karlskrona hör även innebandyklubben FBC Karlskrona hemma, som inför den kommande säsongen 2023/2024 spelar i Division 1.
HF Karlskrona spelar i Handbollsligan i handboll.
På gamla KA2:s regementsområde har kommunen uppfört en idrottsanläggning, Arena Karlskrona, numera NKT Arena Karlskrona, med målsättningen att det ska göra Karlskrona ledande inom idrott och hälsa.
Där spelar även Karlskrona Hockey Klubb sina hemmamatcher. Säsongen 2015/2016 var för första gången ett lag från Blekinge representerat i landets högsta ishockeyserie.
Karlskrona Simsällskap bildades 1900-08-25, en av Sveriges äldsta simklubbar. Idag finns det två simhallar i kommunen, Trossö simhall, belägen i den gamla generatorhallen från Affärsverken (8x25m) och Rödeby simhall (4x25m), som byggdes av Rödeby kommun precis innan kommunsammanslagningen 1972. Dessutom finns det en utomhussimbassäng i Rödeby, i närheten av Rödeby simhall.

## Sevärdheter och besöksmål
- Fredrikskyrkan
- Trefaldighetskyrkan, Karlskrona
- Amiralitetskyrkan och Rosenbom
- Kungsholms fort
- Drottningskärs kastell
- Marinmuseum
- Blekinge museum
- Bil- och porslinsmuseet
- Karlskrona Lampfabrik
- Hoglands park
- Wämöparken
- Björkholmen
- Blekinge skärgård